# Tótem (Film)
Tótem ist ein Spielfilm von Lila Avilés aus dem Jahr 2023. Das Familiendrama zeigt aus der Sicht eines 7-jährigen Mädchens die zum Teil chaotisch verlaufenden Vorbereitungen zu einer Geburtstagsfeier für dessen todkranken Vater, die zugleich auch ein Abschiednehmen bedeutet. Die Hauptrollen in dem Ensemblefilm übernahmen die Kinderdarstellerin Naíma Sentíes, Montserrat Marañón, Marisol Gasé, Teresita Sánchez und Mateo García Elizondo. Die internationale Koproduktion zwischen Mexiko, Dänemark und Frankreich wurde im Februar 2023 im Rahmen der Internationalen Filmfestspiele Berlin uraufgeführt, wo sie Lob seitens der Filmkritik erfuhr. Auch wurde Tótem als mexikanischer Kandidat für den „Auslandsoscar“ 2024 ausgewählt. Regulärer Kinostart in Deutschland war Anfang November 2023.

## Handlung
Da ihre Mutter zur Arbeit ins Theater muss, verbringt Sol den Tag im Haus des Schwiegervaters. Das 7-jährige Mädchen beobachtet die Vorbereitungen zu einer Überraschungsparty für ihren bettlägerigen Vater Tonatiuh, kurz „Tona“ genannt. Der junge Maler leidet unter einer schweren Krebserkrankung und verlässt selten das Schlafzimmer, in dem schon seine Mutter an Krebs starb. Da sich Tona für den Abend ausruhen muss, darf Sol über Stunden nicht zu ihrem Vater. Sie ist sich seines schlechten Gesundheitszustands bewusst und hofft, dass er nicht sterben werde. Sol streicht durchs Haus und den großen Garten mit vielen Tieren. Aus Langeweile setzt sie Schnecken auf Familiengemälde, zerstört versehentlich eine Keramikschale, trinkt ein Schlückchen Wein und beginnt die Handy-KI zu fragen, wann die Welt untergehe. Bald beginnt sie zu glauben, dass Tona sie nicht liebe. Seine Pflegerin Cruz spendet ihr Trost und widerspricht ihr.
Sols Tanten Alejandra und Nuri sind währenddessen mit den Vorbereitungen für das Gartenfest am Abend beschäftigt. Obwohl die Familie zum Monatsende über kaum noch Geld verfügt und auch Cruz zwei Wochen Lohn schuldet, ist es vor allem die alleinstehende Alejandra, die hinter der Organisation des Fests für ihren Bruder steht. So engagiert sie eine Geisterbeschwörerin, die vorab negative Energien vertreiben soll. Tonas Schwester Nuri ist selbst Mutter einer Tochter, Esther. Gemeinsam backen sie einen Kuchen, der jedoch im Ofen verbrennt. Sie muss daraufhin die Arbeit von neuem beginnen. Ihr Vater, ein Psychiater, der keinen Kehlkopf mehr hat und auf einen elektronischen Stimmgenerator angewiesen ist, zeigt sich genervt von der Hektik, in der er Patienten empfängt.
Allmählich treffen weitere Familienmitglieder und Gäste im Haus ein. Von ihrem Onkel bekommt Sol einen Goldfisch geschenkt, den sie „Nugget“ nennt. Auf Rat des Onkels begeht die Familie im Wohnzimmer eine spirituelle „Quantentherapie“. Es wird darüber diskutiert, ob Tona eher mit Morphium oder eine Chemotherapie behandelt werden sollte. Am Abend trifft Sols Mutter im Haus ein und beide werden von Tona empfangen. Er schenkt seiner Tochter ein Bild mit einer Vielzahl an Tieren und gibt ihr zu verstehen, dass man manchmal Dinge nicht sehen könne, die man liebe. Sols Mutter schenkt Tona ein Holzgefäß mit Tamarindensamen, die verschiedenste Formen zustande bringen können. Die kleine Familie genießt eine kurze Zeit der Privatsphäre und umarmt sich.
Während heimlich Tonas Bilder abtransportiert werden, besucht dieser die Überraschungsparty im Garten und amüsiert sich mit Freunden und Verwandten. Eine startende Himmelslaterne fängt versehentlich Feuer, während Sol vom Dach aus das Geschehen beobachtet. Sie fühlt sich von der Drohne eines Gasts gestört und bringt sie zum Absturz. In der Küche kommt es zum Streit zwischen Nuri und Alejandra, die bis zuletzt an einer Ersatztorte gearbeitet hat, sich dann aber betrinkt und der Party fernbleiben will. Nuri kritisiert ihre Schwester für deren Dominanz, Alejandra wiederum Nuri für ihren Alkoholkonsum, der auch vor der kleinen Esther nicht verborgen bleibt. Gegen Abend zieht sich die Familie ins Haus zurück, wo Sol und ihre Mutter eine kleine Show veranstalten, von der Tona sehr ergriffen ist. Sein Vater schenkt ihm einen liebevoll aufgezogenen Bonsai. Als Nuri den Geburtskuchen bringt, wünscht sich Tona nichts, während Sol gedankenverloren in die Kerzenflammen starrt. In der nächsten Szene sieht man Tonas leeres Schlafzimmer.

## Rezeption

### Veröffentlichung

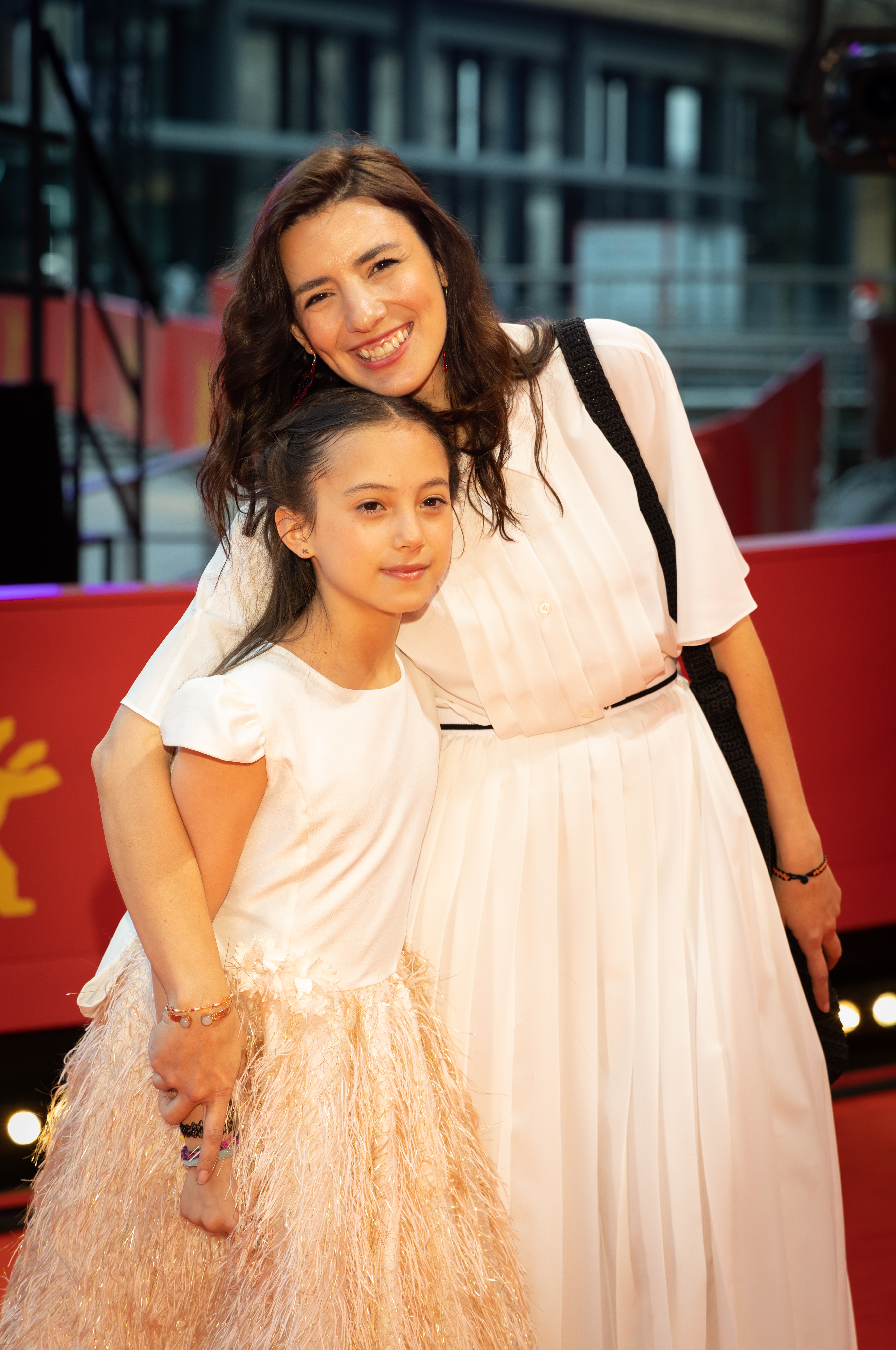
Lila Avilés mit Kinderdarstellerin Naíma Sentíes bei der Berlinale 2023

Die Premiere des Films der mexikanischen Regisseurin erfolgte am 20. Februar 2023 im Rahmen der Internationalen Filmfestspiele Berlin. Ein limitierter Kinostart in Mexiko fand ab 26. Oktober 2023 statt. Ein regulärer Kinostart in Deutschland erfolgte am 9. November 2023 im Verleih von Piffl Medien.

### Internationale Kritik
Im zur Berlinale herausgegebenen internationalen Kritikenspiegel der britischen Fachzeitschrift Screen International erhielt der Film 2,9 von 4 möglichen Sternen und belegte unter allen 19 Wettbewerbsbeiträgen den dritten Platz hinter dem US-amerikanischen Beitrag Past Lives (3,6) und der deutschen Produktion Roter Himmel (3,4).
Auf der Website Rotten Tomatoes empfehlen 96 Prozent der dort gelisteten über zwei Dutzend professionellen Kritiker Tótem weiter. Dies führte zu einer Durchschnittswertung von 7,9 von 10 möglichen Punkten. Die Meinungen der Rezensenten zusammengefasst, sei das Werk „ein zu Herzen gehender Film, der eine ergreifende Geschichte“ erzähle, „ohne in Sentimentalität zu verfallen“. Tótem wäre ein „lebensbejahender Triumph“ für die Filmemacherin Lila Avilés. Von der Website Metacritic erhielt der Film 85 von 100 möglichen Punkten. Dies entspricht einhelligem Beifall („universal acclaim“).

### Deutschsprachige Kritik
Auch die deutschsprachige Filmkritik lobte einmütig Avilés’ Regiearbeit sowie die Leistung der im Kino noch unerprobten Kinderdarstellerin Naíma Sentíes in der Rolle der Sol:
Julia Dettke (Frankfurter Allgemeine Sonntagszeitung) zählte Tótem neben Christian Petzolds Roter Himmel zu den „beiden überzeugendsten“ Filmen im Berlinale-Wettbewerb. Er erinnerte sie an den Vorjahresgewinner Alcarràs – Die letzte Ernte, sei aber „doch so viel besser“. Allmählich werde dem Zuschauer „klar, dass hier mit dem Geburtstag von Sols Vater zugleich ein nahender Abschied gefeiert“ werde. „In den Kinderspielen findet sich keine falsche Süßlichkeit, er spricht nichts Überflüssiges aus, schreibt keine Sichtweise vor und verrät immer dann, wenn zu befürchten ist, er könne die Mystik ernst nehmen, einen feinen Humor“, so Dettke, die auch „eine Wasserobsession“ der Regisseurin ausmachte, da viele Figuren beim Haarewaschen, auf der Toilette oder im Badezimmer gezeigt werden.
Valerie Dirk (Der Standard) sah aufgrund des Familienthemas Ähnlichkeiten zum spanischen Wettbewerbsbeitrag 20.000 Arten von Bienen. Sie zählte Tótem ebenfalls zu „einem der besten Beiträge“. Regisseurin Avilés erzähle „eindringlich von einem Kind, das, umgeben von charakterstarken Tanten, auf dem Geburtstag ihres krebskranken Vaters mit dessen Schicksal“ ringe.
Eva-Christina Meier (die tageszeitung) lobte den Film als spannungsreiches Familienporträt sowie die Darstellung von Kinderdarstellerin Naíma Sentíes und die Kameraarbeit von Diego Tenorio. „Reizvoll undurchsichtig“ fügten „sich die verschiedenen Fragmente der familiären Beziehungen allmählich zu einem komplexen Ganzen zusammen“. Auch „die Objekte“ schienenb laut Meier in dem Film „zu sprechen“. Tenorios Kameraführung unterstreiche „diese Dramaturgie mit tastenden, neugierigen Einstellungen“.
Ulrich Seidler (Berliner Zeitung) pries Tótem als „herzzerreißenden und -erhöhenden Ensemblefilm“. Die Kamera folge „der schweifenden Dramaturgie des kindlichen Blicks“, wundere „sich über das Verhalten von Erwachsenen“, verströme „Befremden, Zuneigung und Vertrauen“ und ziehe „sich im größten Trubel in die Einsamkeit zurück“. Das schöne Gesicht von Naíma Sentíes lasse „Glück und Trauer“ durchfunkeln und verstrahle „die in den Film geschriebene Liebe zum Leben und zum verstrickten und gehaltenen Menschen, der sich nicht selbst“ gehöre „und schon deshalb“ weiterlebe, so Seidler.

## Auszeichnungen
Tótem erhielt eine Einladung in den Wettbewerb um den Goldenen Bären, den Hauptpreis der Berlinale. Gleichzeitig wurde das Werk mit dem Preis der Ökumenischen Jury für den besten Wettbewerbsfilm ausgezeichnet. Weitere Einladungen in die Wettbewerbe internationaler Filmfestivals folgten.
Ende September 2023 wurde Aviles’ Regiearbeit als offizieller mexikanischer Kandidat für den Oscar 2024 in der Kategorie Bester internationaler Film ausgewählt. Im Dezember 2023 gelangte das Werk auf die Oscar-Shortlist der aus Sicht der Academy of Motion Picture Arts and Sciences (AMPAS) 15 besten Beiträge.
| Festival / Filmpreis                             | Kategorie                                           | Resultat    | Preisträger/ Nominierte                        |
| ------------------------------------------------ | --------------------------------------------------- | ----------- | ---------------------------------------------- |
| Filmfestival von Athen 2023                      | Goldene Athene – Bester Film                        | Nominiert   | Lila Avilés                                    |
| Berlinale 2023                                   | Goldener Bär – Bester Film                          | Nominiert   | Lila Avilés, Tatiana Graullera, Louise Riousse |
| Preis der Ökumenischen Jury – Bester Film        | Gewonnen                                            | Lila Avilés |                                                |
| Filmfestival von Calgary 2023                    | Bester Spielfilm                                    | Nominiert   | Lila Avilés                                    |
| Filmfestival von Chicago 2023                    | Gold Hugo – Bester Film                             | Nominiert   | Lila Avilés                                    |
| Filmfestival von Denver 2023                     | Krzysztof Kieslowski Award – Bester Film            | Ausstehend  | Lila Avilés                                    |
| Filmfestival von Durban 2023                     | Beste Regie                                         | Gewonnen    | Lila Avilés                                    |
| Gotham Awards 2023                               | Bester internationaler Film                         | Nominiert   | Lila Avilés, Tatiana Graullera, Louise Riousse |
| Filmfestival von Hongkong 2023                   | Golden Firebird Award – Young Cinema                | Gewonnen    | Lila Avilés                                    |
| Independent Spirit Awards 2024                   | Bester internationaler Film                         | Ausstehend  | Mexiko                                         |
| Filmfestival von Jerusalem 2023                  | Nechama Rivilin Award – Bester internationaler Film | Nominiert   | Lila Avilés                                    |
| Filmfestival von Jerusalem 2023                  | Beste Regie – Internationaler Film                  | Gewonnen    | Lila Avilés                                    |
| Filmfestival von Lima 2023                       | Bester Film                                         | Gewonnen    | Lila Avilés                                    |
| Filmfestival von Lima 2023                       | Beste Kamera                                        | Gewonnen    | Lila Avilés                                    |
| Los Angeles Film Critics Association Awards 2023 | Bester fremdsprachiger Film                         | Runner-up   | k. A.                                          |
| Filmfestival von Melbourne 2023                  | Bright Horizons Award                               | Nominiert   | Lila Avilés                                    |
| Filmfestival von Mill Valley 2023                | Mind the Gap Award – Creation Prize                 | Gewonnen    | Lila Avilés                                    |
| Filmfestival von Montclair 2023                  | Bester Spielfilm                                    | Nominiert   | Lila Avilés                                    |
| Filmfestival von Montclair 2023                  | Spezialpreis der Jury – Beste Regie                 | Gewonnen    | Lila Avilés                                    |
| Filmfestival von Morelia 2023                    | Bester Spielfilm                                    | Nominiert   | Lila Avilés                                    |
| National Board of Review Awards 2023             | Top Five internationale Filme                       | Gewonnen    | k. A.                                          |
| Filmfestival von Peking 2023                     | Bester Film                                         | Nominiert   | Lila Avilés                                    |
| Filmfestival von Peking 2023                     | Beste Regie                                         | Nominiert   | Lila Avilés                                    |
| Filmfestival von Peking 2023                     | Beste Filmmusik                                     | Nominiert   | Thomas Becka                                   |
| Filmfestival von Philadelphia 2023               | Bester Spielfilm                                    | Nominiert   | Lila Avilés                                    |
| Filmfestival von San Sebastián 2023              | Horizons Award                                      | Nominiert   | Lila Avilés                                    |